# 北京晚报
《北京晚报》是中华人民共和国北京市的一份综合性晚报，由北京日报报业集团主办并主管，1958年3月15日创刊。
现今《北京晚报》工作日周一32版，周二、五48版，周三40版，周四56版（基础版面），周末、节假日刊出16版。
目前，《北京晚报》总编辑为张冬萍（1971年12月-）。

## 历史

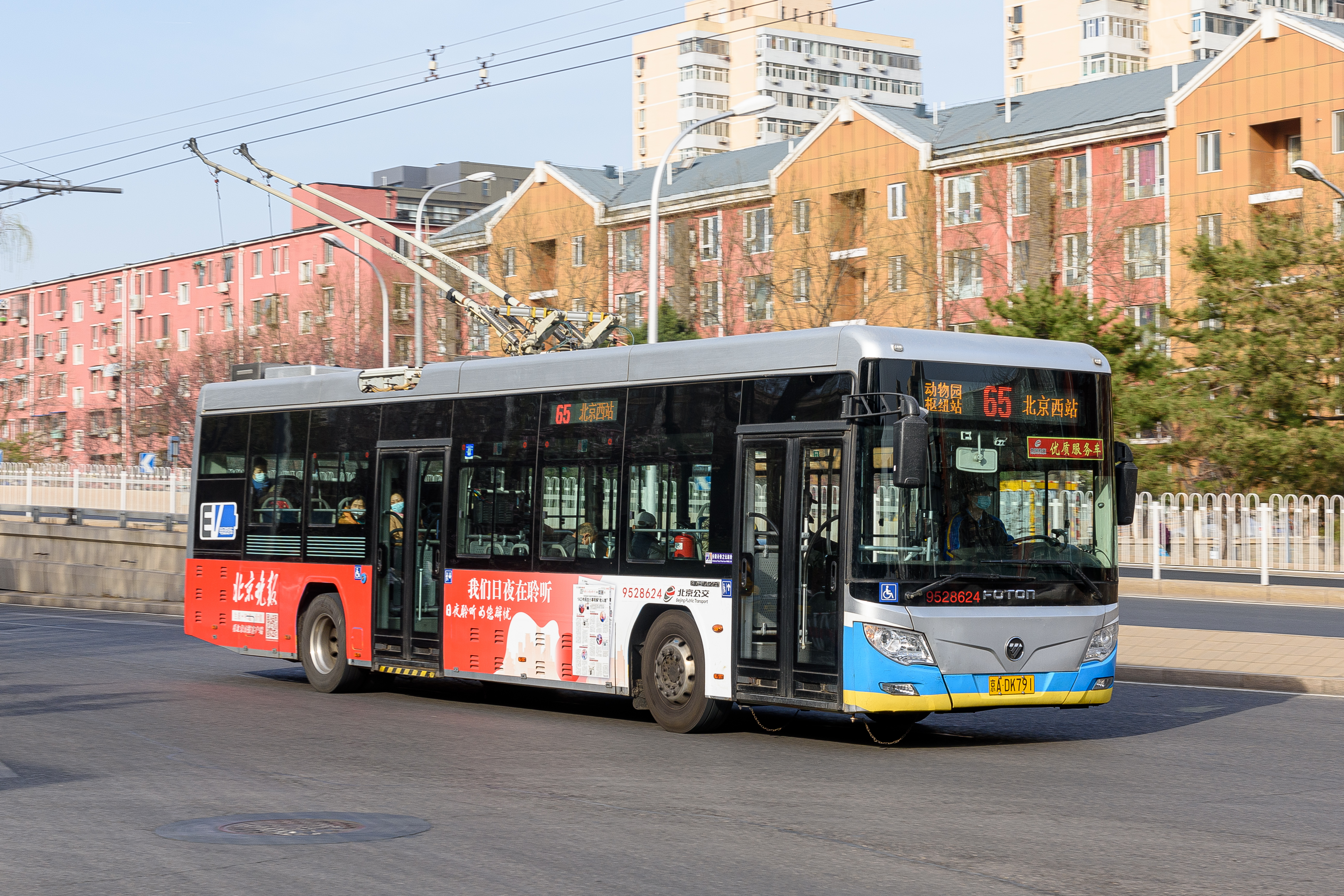
2023年3月，《北京晚报》为庆祝创刊65周年而在北京公交65路车身推出4套车身广告

《北京晚报》正式创刊于1958年3月15日，创刊时的报头为毛体字拼接而成。1964年，毛泽东为其亲笔题写报头。
1966年因文化大革命爆发而停刊，人员也被遣散，1979年12月25日开始复刊前试刊，1980年2月15日正式复刊。复刊后的《北京晚报》1980年9月23日在首都体育馆主办了新星音乐会，成为中国大陆流行乐坛的起点。
2003年11月17日，《北京晚报》与北京市信访办合作开办反映市民诉求的“我们日夜在聆听”栏目。
2005年初，周末版创刊，每周六刊出16版。《北京晚报》创刊零售价人民幣5角，2008年9月22日调整为人民幣1元。
2018年，报纸入选2017年全国百强报纸推荐名单。

## 百队杯
百队杯为《北京晚报》体育部1984年创办的少年足球赛事。1984年7月，《北京晚报》、北京足协和北京市少年宫联合创办了北京中小学生足球赛，当时有112支球队报名参赛，自1987年7月18日第四届起更名为北京晚报百队小足球赛，报名球队数量1996年已超过1000支，1998年的参赛队数更达到2062支。2005年6月10日，北京市体育局授予“百队杯”足球赛“北京市群众体育品牌活动”称号。
2016年，“百队杯”品牌扩展至少年篮球比赛。